# Persischer Stör
Der Persische Stör (Huso persicus, Synonym: Acipenser persicus) ist eine vom Aussterben bedrohte Fischart aus der Familie der Störe, die im Kaspischen Meer vorkommt.

## Merkmale
Innerhalb der Gattung gehört der Persische Stör mit einer Länge von meist 1,3 bis 2 Metern zu den kleineren Arten. Die beschriebene Maximallänge liegt bei 2,42 Metern. Das Gewicht liegt bei erwachsenen Männchen zwischen 20 und 30, bei Weibchen zwischen 30 und 35 Kilogramm, das beschriebene Höchstgewicht liegt bei 70 Kilogramm. Die Schnauze ist breit, knollig und leicht nach unten gerichtet. Die zwei Paar Barteln stehen näher an der Schnauzenspitze als am unterständigen Maul, dessen Oberlippe eingekerbt und dessen Unterlippe geteilt ist. Der Körper ist langgestreckt und schlank mit variabler Färbung. Der Rücken ist meist dunkel blaugrau mit blassweißem bis gelblichem Bauch. Die Knochenschilde sind heller als der Rumpf und bei Jungtieren kupfern bis golden und bei erwachsenen Tieren meist blassgelb. Die erste Knochenplatte der Rückenreihe ist vom Kopf getrennt, oft aber nur durch einen sehr geringen Abstand. Insgesamt hat die Rückenreihe 7 bis 19 Schilde, die Reihen entlang der Flanken haben 23 bis 50 und die entlang des Bauches 7 bis 13 Schilde. Zwischen den Hauptreihen liegen oft Reihen kleinerer Knochenschilde. Hinter der 27- bis 51-strahligen Rückenflosse liegen meist 2 oder drei Reihen kleiner, paariger Schilde, vor der 16- bis 35-strahligen Afterflosse liegen ein oder zwei Schilde, dahinter eine Reihe aus 1 bis 3 Schilden. Die Bögen der Kiemenreuse tragen 15 bis 31 Strahlen.

## Vorkommen
Der Persische Stör kommt im Kaspischen Meer in Küstennähe und Ästuaren vor, wobei die Art im südlichen Bereich häufiger ist. Zum Laichen wandert er in die Zuflüsse ein.

## Lebensweise
Im Meer bevorzugt der persische Stör wärmere Gewässer als der ähnliche Russische Stör. Er ernährt sich von bodenlebenden Fischen, Krebstieren und Muscheln. Zur Paarung wandern die Tiere meist im April bis Mai in die Flüsse ein, wo sie bei Wassertemperaturen zwischen 16 und 25 °C laichen. Die Jungtiere wandern im ersten Jahr ins Meer zurück, wo sie bis zur Geschlechtsreife bleiben. Männchen pflanzen sich mit 8 bis 15 Jahren zum ersten Mal fort, Weibchen mit 12 bis 18 Jahren. Die Generationszeit wird auf 14 Jahre geschätzt.

## Nutzung und Bestand
Der Persische Stör wird nur im Iran kommerziell zur Kaviargewinnung genutzt, wobei der größte Teil der Fänge ausgesetzte Besatzfische ausmacht. Seit 1960 haben sich die Fangmengen mehr als halbiert. In Russland ist der kommerzielle Fang seit 2000 verboten. In der Roten Liste der IUCN wird der persische Stör als vom Aussterben bedroht (Critically endangered) geführt, da die natürlichen Bestände durch Überfischung stark abgenommen haben und der Erhalt heute wahrscheinlich vom Besatz abhängig ist. Neben der illegalen Fischerei und Verlusten durch Beifang gilt auch die Verschmutzung der Laichgründe als Bedrohung.

## Nachweise
1. ↑  Paul Vecseia, Evgenii Artyukhin: Threatened fishes of the world: Acipenser persicus Borodin, 1897 (Acipenseridae). In: Environmental Biology of Fishes. Band 61, 2001, S. 160, doi:10.1023/A:1011046303819 (englisch).
2. ↑  Minister of Supply and Services Canada: CITES Identification Guide – Sturgeons and Paddlefish: Guide to the Identification of Sturgeon and Paddlefish Species Controlled under the Convention on International Trade in Endangered Species of Wild Fauna and Flora. Wildlife Enforcement and Intelligence Division, Environment Canada, 2001, ISBN 0-660-61641-6 (englisch, französisch, spanisch, Volltext [PDF]).
3. ↑  Persischer Stör auf Fishbase.org (englisch)
4. 1 2 3  Acipenser persicus in der Roten Liste gefährdeter Arten der IUCN 2010. Eingestellt von: Gesner, J., Freyhof, J. & Kottelat, M., 2010. Abgerufen am 11. November 2012.